# 아세노브그라드

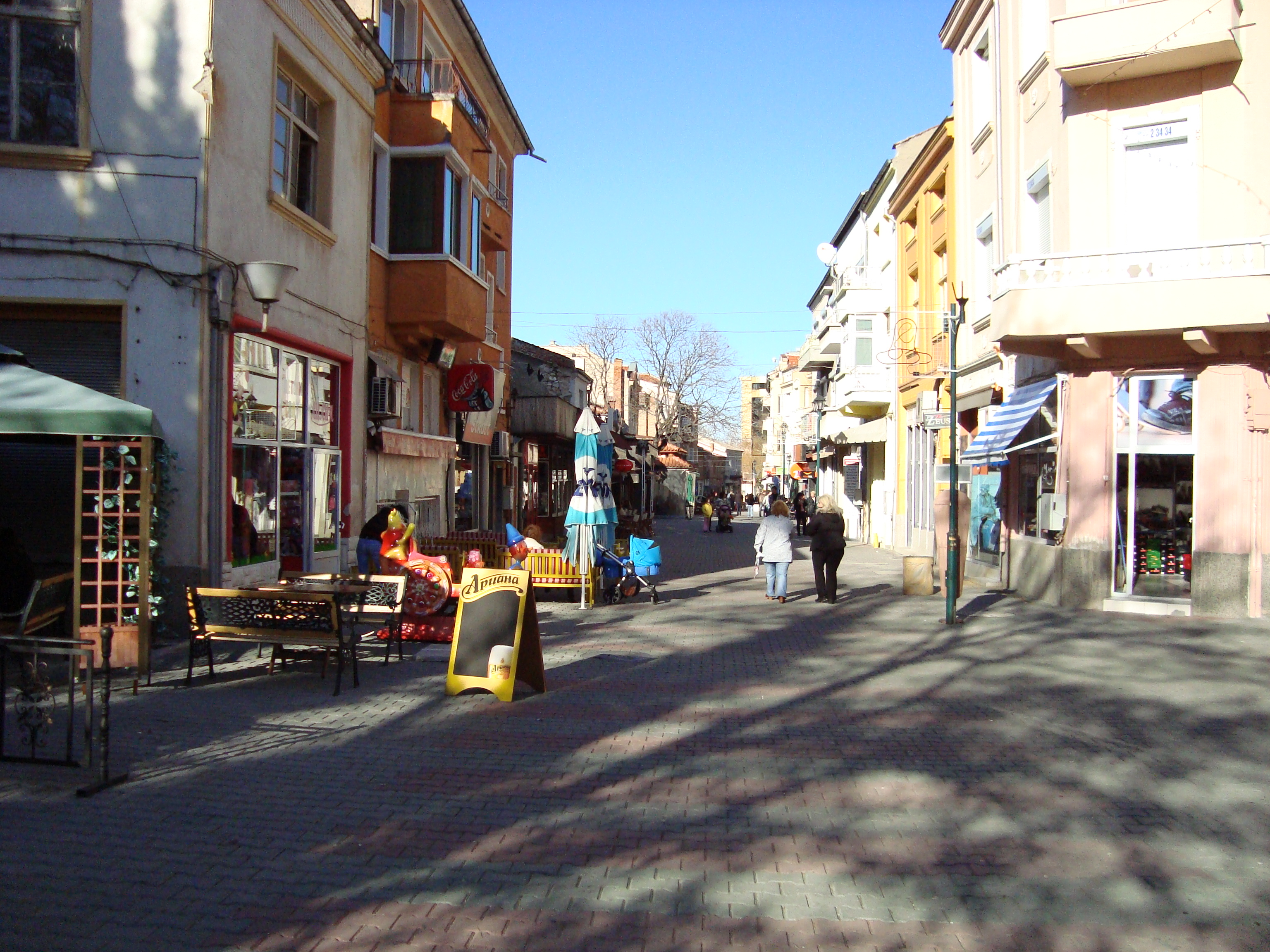
아세노브그라드

시 문장

아세노브그라드(불가리아어: Асеновград)는 불가리아 중남부에 위치한 플로브디프주의 도시로, 인구는 54,778명(2011년 2월 기준), 높이는 269m이다.

## 역사
기원전 400년 ~ 기원전 300년경 트라키아인들이 스테니마코스(Stenimachos)라는 이름의 도시를 건설했으며 기원전 72년 당시 흑해로 세력을 확장하고 있던 로마 제국에 정복되었다. 서기 251년 고트족의 공격으로 파괴되었지만 나중에 재건되었고 395년 로마 제국이 동서로 분열될 때 비잔틴 제국의 지배를 받게 된다. 서기 700년경 슬라브인이 진출한 이래 전체 인구의 대부분을 차지했고 그 때까지 마을은 그리스어 이름인 스테니마호스(Στενήμαχος, Stenímachos)라고 불렀다.
불가리아 제국과 비잔틴 제국과의 전쟁 때 마을 요새는 불가리아 제국의 요새로 활용되었다. 1230년 불가리아 제국의 황제 이반 아센 2세가 라틴 제국과의 관계 악화에 따른 경비 강화 차원에서 마을 요새 강화를 지시했다. 아세노브그라드라는 이름은 1934년 불가리아 제국의 황제였던 이반 아센 2세의 업적을 기념하기 위해 붙여진 이름이다.
불가리아가 오스만 제국에 정복된 이래 이슬람교가 유입되었으며 현재도 무슬림 인구는 아세노브그라드 전체 인구의 20%를 차지한다.

## 자매 도시
- 그리스 나우사
- 그리스 킬키스
- 북마케도니아 프릴레프
- 러시아 스타리오스콜

## 사진

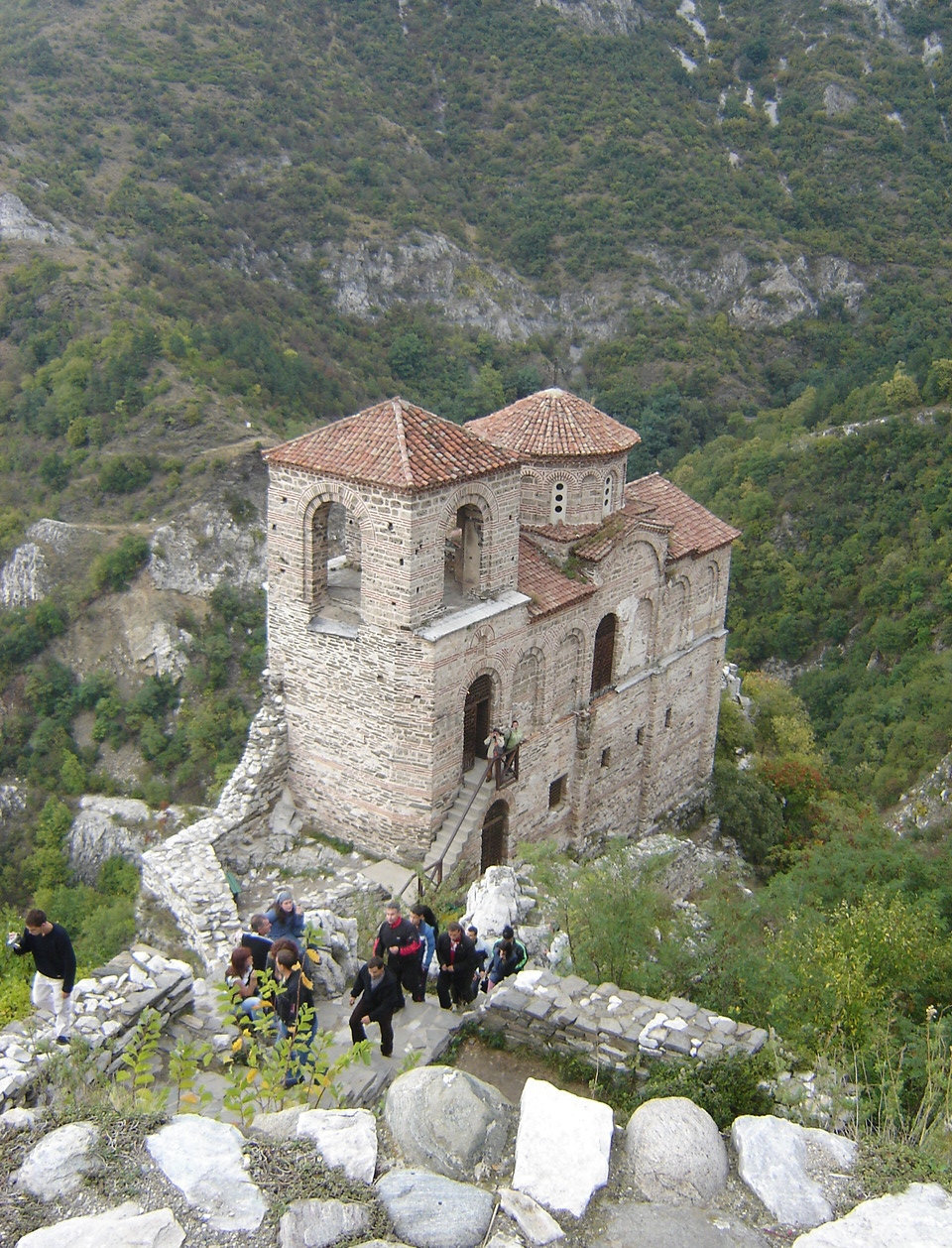
아세노바 요새에 세워진 중세 시대 성당
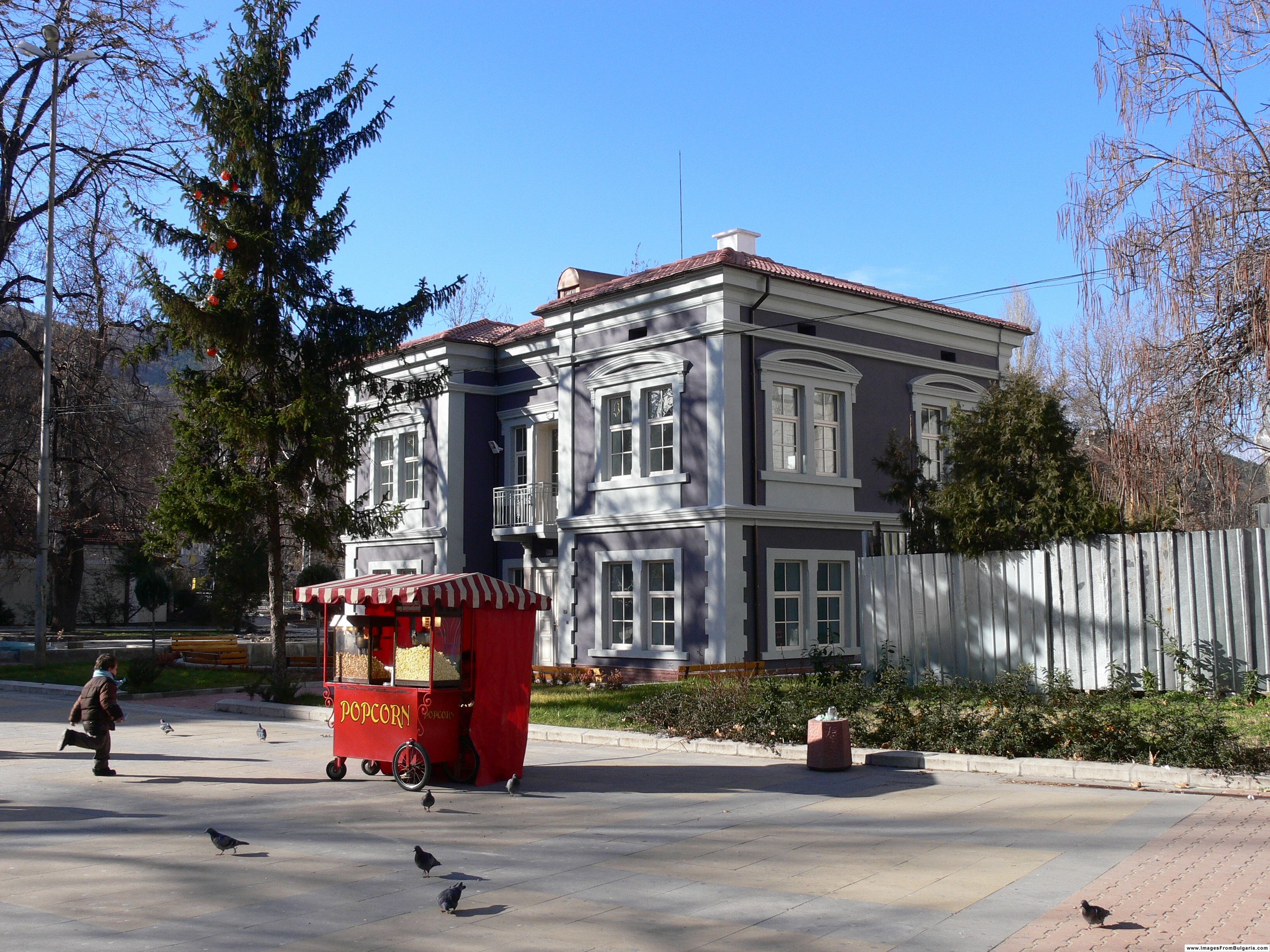
광장
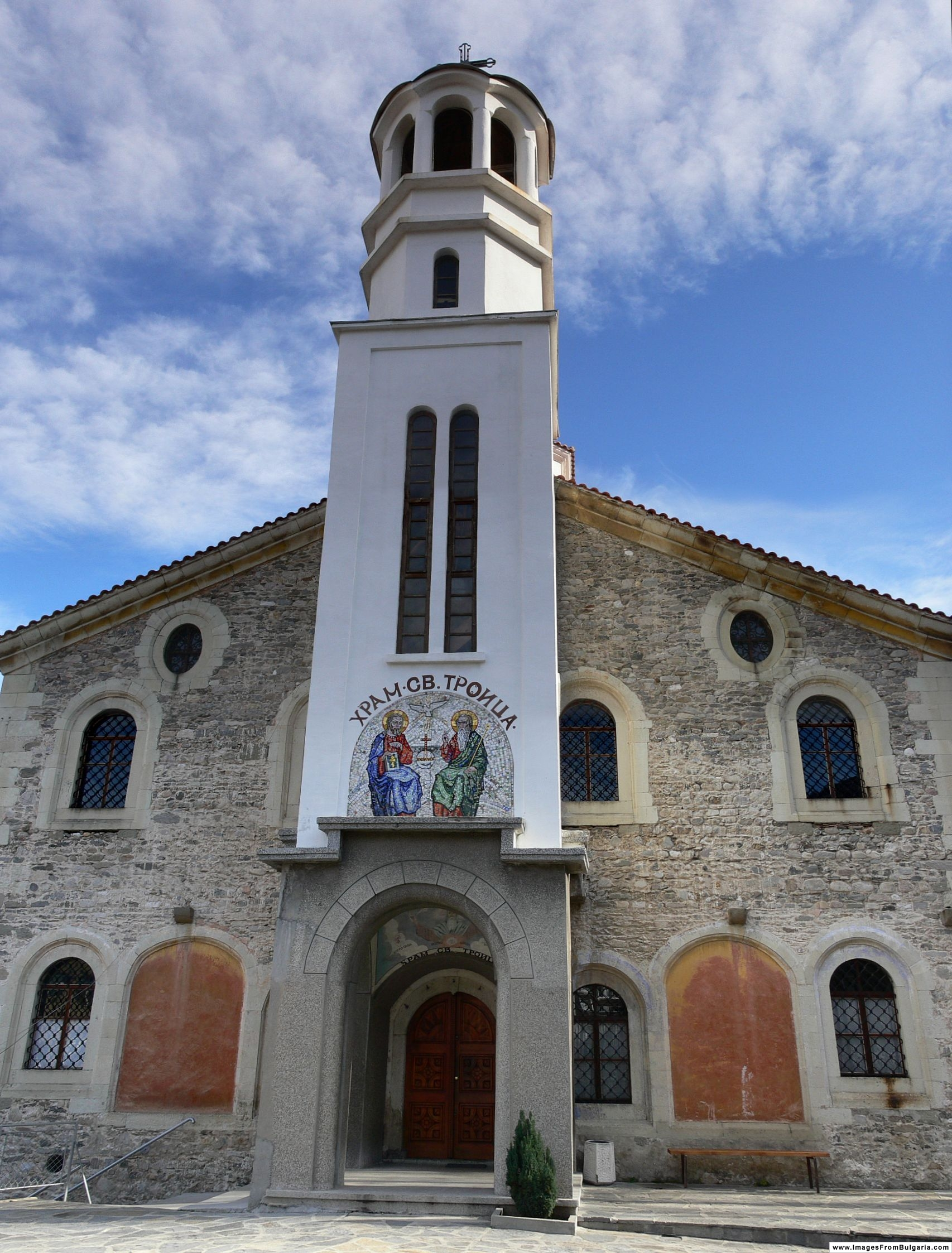
삼위일체 대성당 (1857년-1862년 건설)
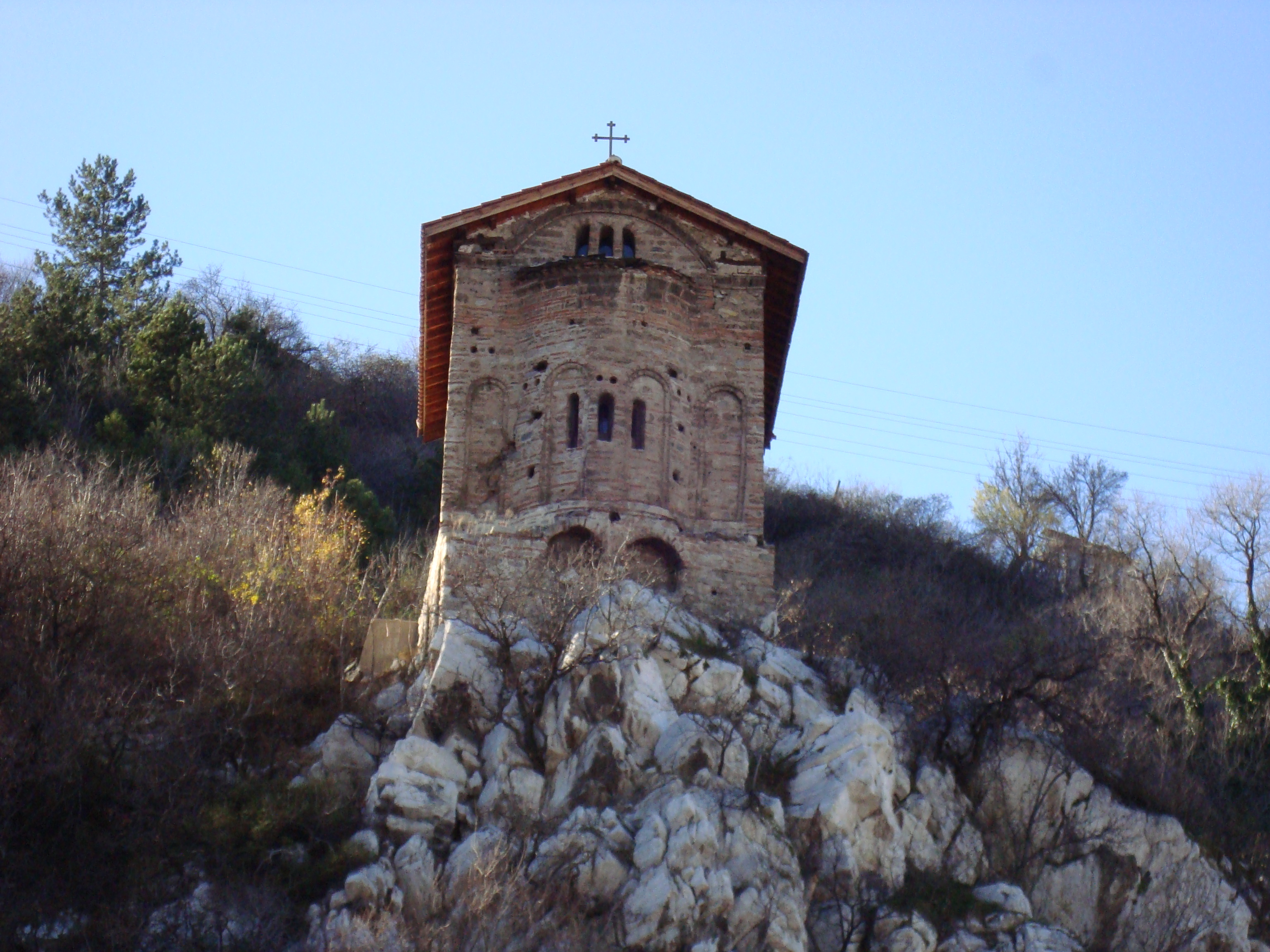
시 교외에 세워진 정교회 예배당
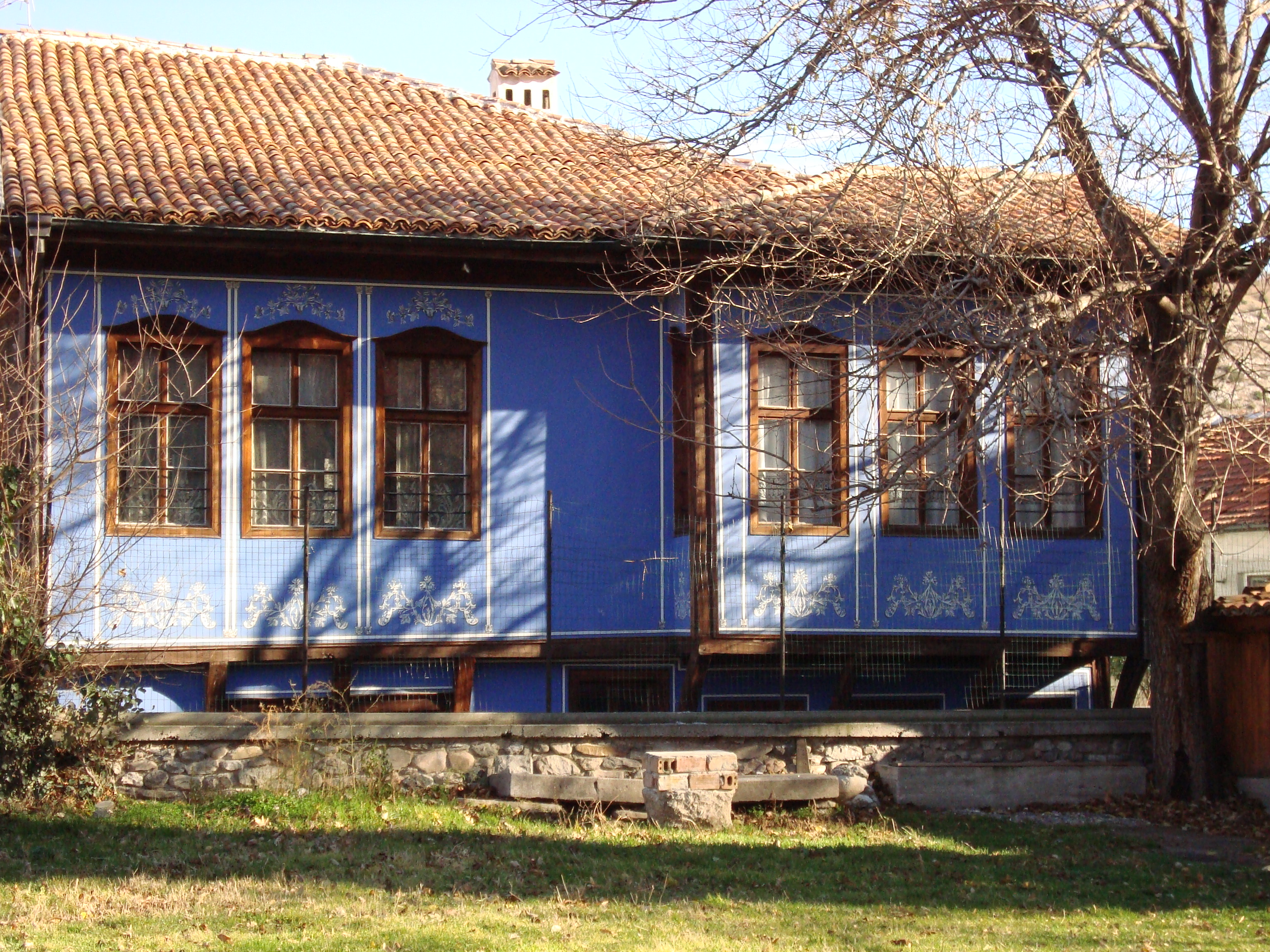
민족학 박물관